# Steven van Bosinchem
Steven van Beusichem (Beusichem, 1195 - ?), heer van Beusichem, ridder en ministerialis van de bisschop van Utrecht (1228).
Hij was een zoon van Hubert I van Beusichem en Johanna van Zuijlen.
Hij trouwde met Ava van Sulen van Anholt, uit dit huwelijk kreeg hij de volgende kinderen:
- Hubert II Schenk van Beusichem (1224-1271), heer van Beusichem, Culemborg trouwde met Margareta van Voorne, dochter van Hendrik van Voorne, stamvader van de Heren en Graven van Culemborg.
  - Hubert III Schenk van Beusichem, ook wel Hubert I van Culemborg, heer van Culemborg, Vuilkop) en Lanxmeer.
- Zweder I van Beusichem (1225-?), heer van Vianen, trouwt met Margaretha van Vlotstale, stamvader van de Heren van Vianen.
- Christine van Beusichem (1235-?), trouwt met haar neef Wouter van Zuylen van Natewisch, heer van Zuylenstein, Heulestein en Natewisch, knaap (1323), ridder (1344), zoon van Gijsbrecht I van Zuylen van Abcoude, heer van Abcoude, Zuilenburg en Natewisch, schout van Jutphaas.
- Petronella van Beusichem, trouwt met haar neef Zweder I van Zuylen van Abcoude, heer van Abcoude en Duurstede, broer van voorgenoemde Wouter en eveneen zoon van Gijsbrecht I van Zuylen van Abcoude.